# Amblyseius caviphilus
Amblyseius caviphilus är en spindeldjursart som beskrevs av Wolfgang Karg 1986. Amblyseius caviphilus ingår i släktet Amblyseius och familjen Phytoseiidae. Inga underarter finns listade i Catalogue of Life.